# Vernagl
De Vernagl (Italiaans: Vernaga) is een 3352 meter hoge berg in de Ötztaler Alpen op de grens tussen het Oostenrijkse Tirol en het Italiaanse Zuid-Tirol.
De berg ligt in de Weißkam op de grens tussen de gletsjers Langtauferer Ferner aan Italiaanse zijde en Langtauferer-Joch-Ferner aan Oostenrijkse zijde. Op de noordelijke flank ligt de Gepatschferner. De berg ligt net ten zuidwesten van de Hochvernaglwand. Verder naar het zuiden ligt het 3170 meter hoge Langtauferer Joch, dat verder richting de top van de 3528 meter hoge Langtauferer Spitze loopt.